# Prieuré de Dissay-sous-Courcillon
Le prieuré de Dissay-sous-Courcillon est un prieuré situé à Dissay-sous-Courcillon, dans le département de la Sarthe. Il bénéficie d'une inscription aux monuments historiques depuis le 28 décembre 1984.

## Historique
Le prieuré est construit au XIe siècle par les seigneurs de Courcillon. Il devient la propriété des moines de l'abbaye de Beaulieu au Mans au cours du XIIe siècle. Il devient propriété de la commune en 1905 après la loi de séparation des Églises et de l'État, puis est vendu à un citoyen américain en 1928.